# STEP (曲)
「STEP」（ステップ）は、ClariSの楽曲。kzが作詞・作曲を手掛けた。ClariSの10枚目のシングルとして2014年4月16日にSME Recordsから発売された。
タイトルに関しアリスは本作が記念すべき10枚目の作品であることから、「次へのステップ」に繋がったという。

## 音楽性
本曲はテレビアニメ『ニセコイ』の後期オープニングテーマに起用された。前へ進むことで明るい未来が見えてくるアップテンポの曲で、高校生の心情が込められているという。サビの「ピース」は同アニメの主人公である一条楽が10年前に約束の女の子から貰った錠を開けるための鍵を、Dメロに登場する「たった一言」は好きな相手に告白できない気持ちをそれぞれ表現している。

## シングルリリース
2014年4月16日にSME Recordsから発売された。ClariSのシングルとしては前作「CLICK」から約3か月ぶりのリリースとなる。
販売形態は初回生産限定盤（SECL-1491/2）・通常盤（SECL-1493）・期間生産限定盤（SECL-1494）の3種リリースで、初回生産限定盤には本曲のPVを収録したDVDが同梱されており、期間限定盤のジャケットには同アニメのヒロインである小野寺小咲と橘万里花が描かれている。

## シングル収録内容

### 初回生産限定盤・通常盤
| #         | タイトル                | 作詞・作曲 | 編曲      | 時間  |
| --------- | ----------------------- | ---------- | --------- | ----- |
| 1.        | 「STEP」                | kz         | kz        | 4:16  |
| 2.        | 「ドリームワールド」    | KOH        | KOH       | 4:03  |
| 3.        | 「桜咲く」              | 伊田学     | 湯浅篤    | 4:42  |
| 4.        | 「STEP -Instrumental-」 |            |           | 4:15  |
| 合計時間: | 合計時間:               | 合計時間:  | 合計時間: | 17:17 |

| #  | タイトル              | 作詞 | 作曲・編曲 |
| -- | --------------------- | ---- | ---------- |
| 1. | 「STEP」(Music Video) |      |            |

### 期間生産限定盤
| #         | タイトル             | 作詞・作曲 | 編曲      | 時間  |
| --------- | -------------------- | ---------- | --------- | ----- |
| 1.        | 「STEP」             | kz         | kz        | 4:16  |
| 2.        | 「ドリームワールド」 | KOH        | KOH       | 4:03  |
| 3.        | 「桜咲く」           | 伊田学     | 湯浅篤    | 4:42  |
| 4.        | 「STEP -TV MIX-」    |            |           | 1:31  |
| 合計時間: | 合計時間:            | 合計時間:  | 合計時間: | 14:33 |

## チャート
| チャート（2014年）                               | 最高位 |
| ------------------------------------------------ | ------ |
| オリコン週間                                     | 3      |
| オリコン月間                                     | 18     |
| Billboard JAPAN Hot 100                          | 5      |
| Billboard JAPAN Hot Animation                    | 3      |
| Billboard JAPAN Hot Singles Sales                | 2      |
| サウンドスキャンジャパン（期間生産限定アニメ盤） | 2      |

## 楽曲の収録アルバム
| 曲名 | 発売日        | アルバム                   |
| ---- | ------------- | -------------------------- |
| STEP | 2014年6月4日  | PARTY TIME                 |
| STEP | 2015年4月8日  | NISEKOI BEST SONGS         |
| STEP | 2015年4月15日 | ClariS 〜SINGLE BEST 1st〜 |